# Kristen Pfaff
Kristen Marie Pfaff (Buffalo, 26 mei 1967 – Seattle, 16 juni 1994) was een Amerikaans basgitariste, vooral bekend wegens haar werk in de groep Hole.
Voordien vormde ze samen met gitarist-zanger Joachim Breuer en drummer Matt Entsminger de band Janitor Joe. Zij maakten het album Big Metal Birds, uitgegeven in 1993. Met Hole nam Pfaff het album Live Through This (1994) op. Ze overleed twee maanden later op 27-jarige leeftijd aan een overdosis heroïne.
- International Standard Name Identifier: 0000 0000 5736 4076
- MusicBrainz: 403ca842-c1c8-42f5-9c1b-605f7a23298a
- Nationale Bibliotheek van Tsjechië: js20030602012
- Virtual International Authority File: 84229119